# Ten večer
Ten večer (v anglickém originále Evening) je americký dramatický film z roku 2007. Režisérem filmu je Lajos Koltai. Hlavní role ve filmu ztvárnili Claire Danesová, Glenn Close, Vanessa Redgrave, Toni Collette a Natasha Richardson.

## Obsazení
| Claire Danesová    | Ann Grant (1950)       |
| Glenn Close        | paní Wittenborn (1950) |
| Vanessa Redgrave   | Ann Grant (současnost) |
| Toni Collette      | Nina Mars              |
| Natasha Richardson | Constance Haverford    |
| Patrick Wilson     | Harris Arden           |
| Meryl Streep       | Lila Wittenborn Ross   |
| Mamie Gummer       | Lila Wittenborn        |